# Mariano Giaquinta
Mariano Giaquinta (* 14. März 1947 in Caltagirone) ist ein italienischer Mathematiker, der sich mit Analysis beschäftigt, vor allem mit partiellen Differentialgleichungen und Variationsrechnung.
Giaquinta studierte an der Universität Pisa mit dem Diplomabschluss (Laurea) 1969. Als Post-Doktorand war er an der Universität Paris VI. Ab 1971 war er Assistent in Pisa, 1976 außerordentlicher Professor in Modena, ab 1978 in Ferrara und ab 1979 an der Universität Florenz, wo er im gleichen Jahr ordentlicher Professor für mathematische Analysis wurde. Ab 1996 war er Professor für mathematische Analysis an der Universität Pisa. Er ist seit 1999 Professor an der Scuola Normale Superiore in Pisa und Direktor des 2001 gegründeten Centro di Ricerca Matematica Ennio De Giorgi in Pisa. Er war unter anderem Gastprofessor in Bonn, Heidelberg, Prag, in Japan, Canberra, Taiwan, Peking, am Courant Institute of Mathematical Sciences of New York University, der Universität Paris VI, der ETH Zürich, dem Mittag-Leffler-Institut in Stockholm und am Steklow-Institut in Leningrad.
Giaquinta gilt international als ein führender Experte für Variationsrechnung. Er beschäftigte sich unter anderem mit Minimalflächen mit Hindernissen, Regularitätsproblemen in der Variationsrechnung und nichtlinearer elliptischer Systeme und auch mit Anwendungen in (nichtlinearer) Elastizitätstheorie und auf Flüssigkristalle. In jüngster Zeit befasste er sich mit geometrischer Maßtheorie, ursprünglich in Zusammenhang mit nichtparametrischen Variationsproblemen, wobei er den Begriff des kartesischen Stromes einführte. Er befasst sich auch mit Mathematikgeschichte im Rahmen der Kulturgeschichte.
Er war Invited Speaker auf dem Internationalen Mathematikerkongress 1986 in Berkeley (The problem of the regularity of minimizers) und auf dem ersten Europäischen Mathematikerkongress 1992 in Paris (Analytic and geometric aspects of variational problems for vector valued mappings).
1993 bis 2005 war er Herausgeber von Calculus of Variations and Partial Differential Equations.
1979 erhielt er den Bartolozzi-Preis der Italienischen Mathematischen Union, 1990 den Humboldt-Forschungspreis und 1998 den Preis Luigi Tartufari der Accademia dei Lincei.
Giaquinta ist seit 2002 Mitglied der Leopoldina und Mitglied der toskanischen Akademie der Wissenschaften La Colombaria.

## Schriften
- mit Giuseppe Modica: Mathematical Analysis, Birkhäuser Verlag:
  - Band 1: Functions of one variable, 2003
  - Band 2: Approximation and discrete processes, 2004
  - Band 3: Linear and metrical structures and continuity, 2007
  - Band 4: An introduction to functions of several variables, 2009
  - Italienische Ausgabe: Analisi matematica, Editrice Pitagora, Bologna, 5 Bände, 1998 bis 2005
- Multiple Integrals in the Calculus of Variations and Nonlinear Elliptic Systems, Annals of Mathematical Studies, Princeton University Press 1983
- mit Stefan Hildebrandt Calculus of variations, 2 Bände, Springer Verlag, Grundlehren der mathematischen Wissenschaften, 1995, 1996 (Band 1 The Lagrangian Formalism, Band 2 The Hamiltonian Formalism)
- mit Giuseppe Buttazzo, Stefan Hildebrandt One dimensional variational problems. An introduction, Oxford University Press 1998, 2. Auflage 2004
- Introduction to regularity theory for nonlinear elliptic systems, Lectures in Mathematics ETH Zürich, Birkhäuser 1993
- mit G. Modica, Jiri Soucek Cartesian currents in the calculus of variations, 2 Bände, Springer Verlag 1998, Ergebnisse der Mathematik und ihrer Grenzgebiete
- mit Luca Martinazzi An introduction to the regularity theory for elliptic systems, harmonic maps and minimal graphs, Edizione della Normale, Pisa 2005
- La forma delle cose. Idee e metodi di matematica tra storia e filosofia. Band 1 (De Talete a Galileo e un po ´oltre), Edizioni di storia e leteratura, Rom, 2010
- mit G. Anzellotti, U. Massari, G. Modica, L. Pepe Note sul problema di Plateau, Editrice Tecnico Scientifica, Pisa 1974